# Ём Юн Джон
Ём Юн Джон (кор. 염윤정; род. Ыйджонбу) — южнокорейская кёрлингистка.

## Достижения
- Тихоокеанско-азиатский чемпионат по кёрлингу: серебро (2015).
- Тихоокеанско-Азиатский чемпионат по кёрлингу среди юниоров: бронза (2009).

## Команды
| Сезон   | Четвёртый | Третий    | Второй     | Первый        | Запасной     | Тренер       | Турниры           |
| ------- | --------- | --------- | ---------- | ------------- | ------------ | ------------ | ----------------- |
| 2008—09 | Ким Ынджи | Ом Минджи | Ём Юн Джон | Chung Mi Youn | Park Sae Nal | Lim Sung Min | ТАЧЮ 2009         |
| 2014—15 | Ким Ынджи | Ли Сыльби | Ом Минджи  | Ём Юн Джон    |              |              |                   |
| 2015—16 | Ким Ынджи | Ли Сыльби | Ом Минджи  | Ким Джисон    | Ём Юн Джон   | Shin Dong-Ho | ТАЧ 2015          |
| 2015—16 | Ким Ынджи | Ом Минджи | Ли Сыльби  | Ём Юн Джон    | Ким Джисон   | Shin Dong-Ho | ЧМ 2016 (7 место) |
| 2016—17 | Ким Ынджи | Ом Минджи | Ли Сыльби  | Ём Юн Джон    | Соль Е Ын    |              |                   |
| 2017—18 | Ким Ынджи | Ом Минджи | Соль Е Ын  | Ём Юн Джон    | Ли Сыльби    |              |                   |

(скипы выделены полужирным шрифтом)